# Befrielsen av Paris
Befrielsen av Paris (även känt som Slaget om Paris) ägde rum under andra världskriget från den 19 augusti 1944 tills den tyska garnisonen kapitulerade den 25 augusti 1944.
Paris, Frankrikes huvudstad, hade styrts av Nazityskland sedan undertecknandet av Vapenstilleståndet i Compiègneskogen den 22 juni 1940, då den tyska armén ockuperade norra och västra Frankrike.
Befrielsen påbörjades när franska motståndsrörelsen gjorde ett uppror mot den tyska ockupationsarmén. Den 24 augusti fick de franska Forces Françaises de l'intérieur (FFI) förstärkningar från de fria franska styrkorna och den tredje amerikanska armén under befäl av general Patton. Förhandlingar ledda av den svenske generalkonsuln i Paris Raoul Nordling ledde till att Dietrich von Choltitz, befälhavaren för den tyska garnisonen och militärguvernör i Paris, inte utförde den av Hitler beordrade förstörelsen av Paris. Den 25 augusti kapitulerade Choltitz inför de allierade trupperna vid Hôtel Meurice, som blev general Leclercs nybildade högkvarter.